# Schloss Windach

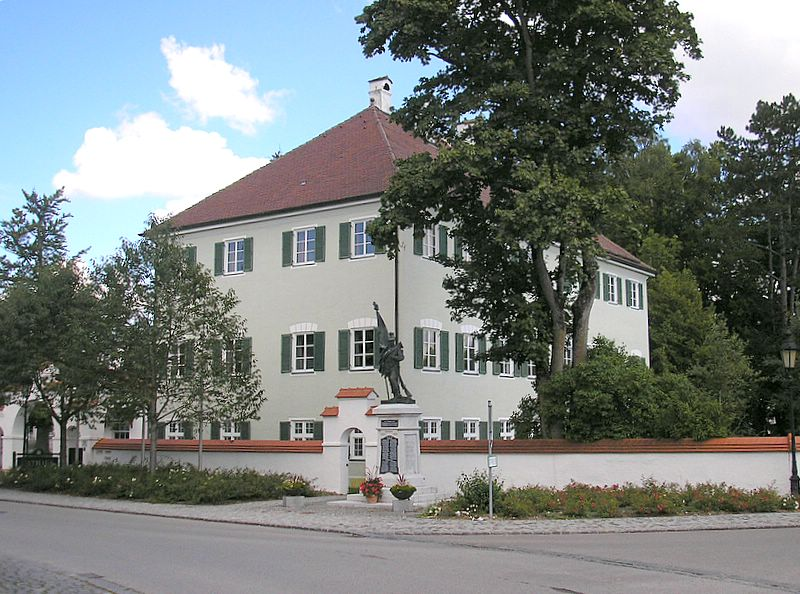
Schloss Windach

Das Schloss Windach in Windach, einer Gemeinde im oberbayerischen Landkreis Landsberg am Lech, wurde 1610  errichtet. Als Hofmarkschloss war es Herrensitz der Hofmark Windach. Das Gebäude ist heute Sitz der Verwaltungsgemeinschaft Windach. Der Schlosspark ist frei zugänglich.

## Geschichte

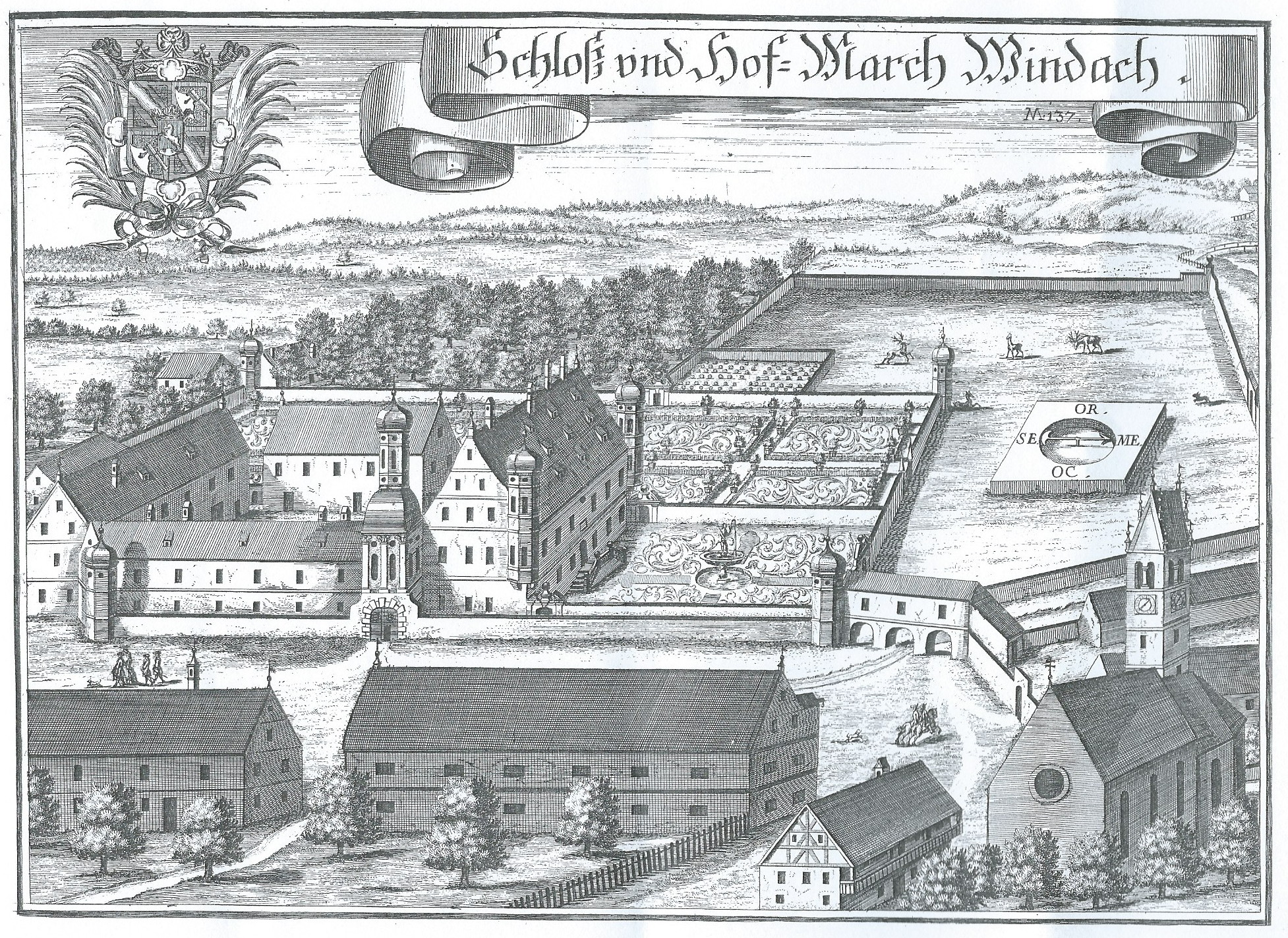
Schloss und Hofmark Windach gegen Ende des 16. Jahrhunderts (ca. 1695–1700), nach einem Kupferstich von Michael Wening.

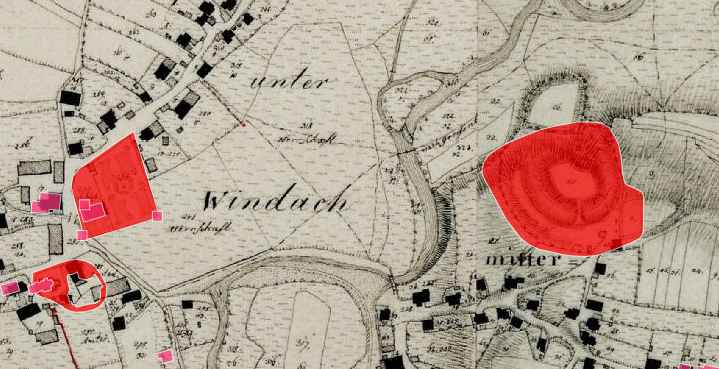
Lageplan von Schloss Windach (links) und Burgstall Windach (rechts) auf dem Urkataster von Bayern

Der Münchner Bürger und Handelsherr Franz Füll erwarb 1596 die Hofmark Windach und ließ ein neues Schloss erbauen. Die Füll, die 1610 als Freiherren Füll von Windach in den Adelsstand erhoben wurden, waren bis 1825 Inhaber der Hofmark Windach. Ihnen folgte die Familie von Pfetten(-Füll), die 1944 mit dem Tod von Leutnant Karl Ignaz Heinrich Marquard Freiherr von Pfetten erlosch.

## Baubeschreibung
Der ehemals mit vier Türmen versehene Rechteckbau wurde im 19. Jahrhundert um ein Geschoss erhöht und mit einem Walmdach gedeckt.
Schlossmauer mit Tor und drei Pforten, Teile 17./18. Jahrhundert, Westseite 19. Jahrhundert; schmiedeeiserne Gitter.
Rundturm an der Südostecke, 19./20. Jahrhundert.
Die Anlage ist unter der Aktennummer D-1-81-146-11 als denkmalgeschütztes Baudenkmal von Windach verzeichnet. Ebenso wird sie als Bodendenkmal unter der Aktennummer D-1-7932-0146 im Bayernatlas als „untertägige frühneuzeitliche Befunde im Bereich des ehem. Hofmarkschlosses Windach in Unterwindach“ geführt.